# Valentí Massana
Valentí Massana Gràcia (Viladecans, Barcelona, 5 de julho de 1970) é um ex-atleta espanhol, especializado em marcha atlética. Sagrou-se campeão do Mundo de 20 quilómetros marcha em Estugarda, 1993.
Actualmente é o responsável da secção de marcha atlética da Associació Esportiva Blanc i Blau Pro-Seccions e ainda detém a melhor marca espanhola de 50 quilómetros marcha, com uma marca de 3:38.43 h, realizada no circuito urbano de Ourense em 20 de março de 1994.

## Recordes pessoais[2]
- 5000 m marcha em pista: 19.36,8 m em 30 de abril de 1989, em Barcelona, Espanha.
- 10000 m marcha em pista: 39.31,81 m em 24 de junho de 1997, em Tarragona, Espanha.
- 20000 m marcha em pista: 1:25.37,8 m em 14 de setembro de 1990, em Manaus, Brasil.
- 10 km marcha em estrada: 39.27 m em 1992.
- 20 km marcha em estrada: 1:19.25 h em 6 de junho de 1992, em Corunha, Espanha.
- 30 km marcha em estrada: 2:07.58 h em 28 de março de 1993, em El Prat de Llobregat, Espanha.
- 50 km marcha em estrada: 3:38.43 h em 20 de março de 1994, em Ourense, Espanha.